# Symphorus nematophorus
Symphorus nematophorus és una espècie de peix de la família dels lutjànids i de l'ordre dels perciformes.

## Morfologia
- Els mascles poden assolir 100 cm de longitud total i 13,2 kg de pes.[3][4][5]

## Alimentació
Menja principalment peixos.

## Hàbitat
És un peix marí de clima tropical i associat als esculls de corall que viu entre 20-100 m de fondària.

## Distribució geogràfica
Es troba des de les Illes Ryukyu fins a la península de Malaca, Nova Guinea i el nord d'Austràlia.

## Ús comercial
És una espècie present als mercats de peix viu de Hong Kong.